# Половне
Половне (рос. Половное) — присілок Бокситогорського району Ленінградської області Росії. Входить до складу Борського сільського поселення.
Населення — 24 особи (2012 рік). 